# تاكيهيرو هوندا
تاكيهيرو هوندا (باليابانية: 本田竹広؛ بالكانا: ほんだ たけひろ) هو عازف جاز وعازف بيانو ياباني، ولد في 21 أغسطس 1945 في مايكو في اليابان، وتوفي في 12 يناير 2006.

## وصلات خارجية
- تاكيهيرو هوندا على موقع ميوزك برينز (الإنجليزية)
- تاكيهيرو هوندا على موقع أول ميوزيك (الإنجليزية)
- تاكيهيرو هوندا على موقع ديسكوغز (الإنجليزية)